# Let Me Think About It
«Let Me Think About It» — песня, записанная датской певицей Идой Корр в 2006 году для её второго студийного альбома Robosoul. Её авторами стали сама Корр, Брухан Дженч и Кристиан вон Стаффелд. В 2007 году нидерландский диджей Федде Ле Гранд выпустил ремикс песни в качестве сингла на своём лейбле Flamingo Recordings.

## Музыкальное видео
Летом того же года режиссёр Маркус Адамс снял клип на ремикс в Лондоне. На видео изображена Ида Корр с африканской прической, также появляются танцовщицы Анчелике Мариано, Доминик Типпер и Стефани Фитцпатрик, выглядящие как Корр и притворяющиеся, что играют на различных музыкальных инструментах. Танцор Джейсон Бейтель, который подражает голосу Брухана Дженча, является главным героем клипа. Хореографией занималась Натриция Бернард.

## Коммерческий успех
«Let Me Think About It» стал самым успешным синглом для обоих артистов. Он достиг второго места в британском сингловом чарте 7 октября 2007 года, а в танцевальном чарте дебютировал сразу с первой позиции. В Австралии он достиг четырнадцатого места, а в Новой Зеландии — двенадцатого. В США песня достигла первого места в радиочарте Billboard Hot Dance Airplay, только после этого песня была выпущена в стране коммерчески. В Германии сингл занял четырнадцатое место сингловом чарте. В 2008 году он пробыл более сорока недель в первой сотне, что стало самым лучшим показателем за год.

## Чарты
| Чарт (2007-08)                                      | Пиковая позиция |
| --------------------------------------------------- | --------------- |
| Австралия (ARIA)                                    | 14              |
| Австрия (Ö3 Austria Top 40)                         | 13              |
| Бельгия/Валлония (Ultratip Bubbling Under)          | 12              |
| Бельгия/Фландрия (Ultratop 50)                      | 21              |
| СНГ (TopHit)                                        | 9               |
| Дания (Tracklisten)                                 | 12              |
| Европа (Billboard European Hot 100 Singles)         | 9               |
| Франция (SNEP)                                      | 29              |
| Германия (GfK)                                      | 14              |
| Венгрия (Dance Top 40)                              | 1               |
| Венгрия (Single Top 40)                             | 2               |
| Ирландия (IRMA)                                     | 8               |
| Италия (FIMI)                                       | 36              |
| Нидерланды (Single Top 100)                         | 5               |
| Нидерланды (Dutch Top 40)                           | 12              |
| Новая Зеландия (Recorded Music NZ)                  | 12              |
| Швейцария (Schweizer Hitparade)                     | 23              |
| Великобритания (OCC UK Singles)                     | 2               |
| Великобритания (OCC UK Dance)                       | 1               |
| США (Billboard Dance/Mix Show Airplay)              | 1               |
| США (Billboard Dance/Electronic Digital Song Sales) | 19              |
| США (Billboard Dance Single Sales)                  | 9               |
| США (Billboard Dance Songs/Global)                  | 1               |

## Сертификации и продажи
| Регион | Сертификация | Продажи  |
| --- | ------------ | -------- |
| Великобритания (BPI) | Серебряный   | 200 000* |
| * Данные о продажах приведены только на основе сертификации. · ^ Данные о тиражах приведены только на основе сертификации. · Данные о продажах + прослушиваниях приведены только на основе сертификации. |              |          |